# The Book of the Law
 (septembre 2021).
Si vous disposez d'ouvrages ou d'articles de référence ou si vous connaissez des sites web de qualité traitant du thème abordé ici, merci de compléter l'article en donnant les références utiles à sa vérifiabilité et en les liant à la section « Notes et références ».
Le Livre de la Loi (Liber AL vel Legis) est le texte sacré central de Thelema, écrit (ou reçu) par Aleister Crowley au Caire, en Égypte en 1904. 

## Contenu et contexte
Il contient trois chapitres, chacun écrit en une heure, à partir de minuit, les 8, 9 et 10 avril 1904. 

## Ehiwaz
Crowley prétend que l'auteur en était une entité nommée Aiwass, à laquelle il se référera plus tard comme son Saint Ange Gardien personnel. Le mot Aiwass fait référence à Ehiwaz.

## Enseignements
Les enseignements de ce livre sont exprimés comme la Loi de Thelema, habituellement résumée par ces deux phrases :
- « Fais ce que tu veux sera le tout de la Loi » (AL I:40) ;
- « L'amour est la loi, l'amour sous la volonté » (AL I:57).

## Gematria
Son titre complet est Liber AL vel Legis sub figura CCXX, le Livre de la Loi, tel que délivré par XCIII=418 à DCLXVI ; ce qui est une manière de dire que le livre fut délivré par Aiwass (dont le nombre est à la fois 93 et 418 selon la gematria utilisée) à Aleister Crowley, qui est identifié comme étant la Bête 666. Ce titre est souvent abrégé en Livre de la Loi, Liber Legis, Liber AL ou simplement AL.

## Versions sur le web
- (en) La version originale anglaise

## Éditions
- Liber AL vel Legis, Weiser Books, mars 2004  (ISBN 1-57863-308-7).
- Liber AL vel Legis, Mandrake of Oxford, avril 1992  (ISBN 1-869928-93-8).
- Le Livre de la Loi, Aleister Crowley, Gouttelettes de Rosée, novembre 1997  (ISSN 1261-503X).
- Le Livre de la Loi, Aleister Crowley, Le Camion noir, Nancy, 2007  (ISBN 978-2910196622).